# Кутия на Пандора
Кутията на Пандора е ключов елемент в гръцките митове, свързващи равновесието между благата и злините, които са участта на хората. 
Филологическите изследвания разкриват, че в оригиналните източници се говори не за „кутия“, а за делва или подобен съд (питос). Има различни варианти за това кой отваря кутията и какво излиза от нея.
Митологията, свързвана с Пандора, е многопластова и допуска различни тълкувания, за каквито има свидетелства в литературата и изобразителните изкуства.

## Варианти и интерпретации
В най-популярната версия на мита от Хезиод в кутията са затворени болестите и неволите, и когато любопитната Пандора я отваря, те се разбягват по земята; когато я затваря вътре остава единствено надеждата. В поемата „Дела и дни“ злините не са изброени поименно, спомената е само Надеждата:
По-преди в своя живот племената на земните хора
нито мъчителен труд, ни нещастие бяха познали,
нито пък болести зли, що донасят смъртта на човека,
тъй като бързо стареят в нещастия смъртните хора.
Да, но със свойте ръце от гърнето жената отмести
тежък капак и сред хората пусна ужасните мъки.
Само Надеждата вътре в дома нерушим си остана,
там под ръба на гърнето, че тя не можа да изхвръкне
вънка, защото преди туй капакът затисна гърнето,
както бе воля на Зевс щитодържец, сбирач на мъглите.
Пандора и съдбоносния съд са част от митологията, свързвана с огъня и Прометей. Прозорливият герой дава на човечеството огъня и предупреждава брат си Епиметей да не приема дарове от боговете. Неговата заръка е пренебрегната и съдът е отворен. В тази по-обхватна версия разумността и огъня противостоят на непредвидливостта и женското начало.
Според един по-кратък вариант Пандора отваря съд, в който боговете са поставили най-висшите дарования: когато го отваря, те се изпаряват към небето, а на Земята остава единствено Надеждата. Този мит разгръща етимологията на името Пандора, т.е. „всички дарове“.
Версията, която добива най-голяма популярност, е разказана от Еразъм Ротердамски. Именно той подменя „съдът“ (pithos) с „кутия“ (pyxis), при което символизмът в неодобрението към жените добива по абстрактен вид. В Италия, където неговата аудитория e незначителна, съдът остава общоприето като делва или стомна на Пандора (vaso di Pandora).
През Ренесанса множество изображения се придържат към древната форма. Заедно с това се привнасят аналогии и елементи от други митове. Сходството с библейската Ева също е отбелязвано и коментирано.